# Жерново
Жерно́во — деревня в Новокузнецком районе Кемеровской области. Входит в состав Красулинского сельского поселения.

## География
Центральная часть населённого пункта расположена на высоте 236 м над уровнем моря.

## Население
| 2010 |
| ---- |
| 10   |

### Половой состав
По данным Всероссийской переписи населения 2010 года, в деревне проживало 10 человек (8 мужчин, 2 женщины).

## Инфраструктура
К западу от деревни находится Талдинский угольный разрез.